# كاليب بورتر
كاليب بورتر (بالإنجليزية: Caleb Porter)‏ (18 فبراير 1975 بتاكوما في الولايات المتحدة - ) هو مدرب كرة قدم ولاعب كرة قدم أمريكي في مركز الوسط. لعب مع تامبا باي موتيني وسان خوسيه إيرثكويكس وSacramento Geckos ‏.

## وصلات خارجية
- كاليب بورتر على موقع الدوري الأمريكي (الإنجليزية)
- كاليب بورتر على موقع قاعدة بيانات كرة القدم.إي يو (الإنجليزية)
- كاليب بورتر على موقع عالم كرة القدم.نت (الإنجليزية)